# تخطيط سيناريو
يصف تخطيط السيناريو Scenario planning or scenario analysis وتصوره وتحليله والتنبؤ به وترتيبه طريقة التخطيط الاستراتيجي التي توظفها بعض المنظمات لوضع خطط مرنة طويلة الأجل. غالبًا ما يدخل تخطيط السيناريو في جزء كبير من عمليات تكييف الأساليب التقليدية التي تستخدمها الاستخبارات العسكرية وتعميمها.
من تطبيقات تخطيط السيناريو الأكثر شيوعًا ما ينتجه المحللون من ألعاب محاكاة لصانعي السياسات. تجمع هذه الطريقة بين الحقائق المعروفة، كالتركيبة السكانية والجغرافيا والاحتياطيات المعدنية واحطياطيات الموارد ، والمعلومات العسكرية والسياسية والصناعية، والقوى الدافعة الرئيسية التي تُحدَّد من خلال النظر في الاتجاهات الاجتماعية والتقنية والاقتصادية والبيئية والسياسية.
فيما يتعلق بتطبيقات الأعمال التجارية، انخفض التركيز على فهم سلوك المعارضين حاليًا مقابل إيلاء التغيرات في البيئة الطبيعية مزيدًا من الاهتمام. على سبيل الذكر، يوصف تخطيط السيناريو في شركة رويال داتش شل بأنه تغيير الأفكار الراسخة حول الجزء الخارجي من العالم قبل صياغة استراتيجيات محددة.
قد ينطوي تخطيط السيناريو على جوانب من التفكير النظمي، ولا سيما الإقرار بأن العديد من العوامل قد تتحد بطرق معقدة تؤدي إلى وضع عقود مستقبلية مفاجئة في بعض الأحيان (بسبب حلقات التغذية الراجعة غير الخطية). تسمح الطريقة كذلك بإدراج العوامل التي يصعب إضفاء الطابع الرسمي عليها، كالأفكار الجديدة حول المستقبل، والتحولات العميقة في القيم، والأنظمة أو الاختراعات غير المسبوقة. يؤدي تصور الأنظمة المستخدمة بالإضافة إلى تخطيط السيناريو إلى استحداث سيناريوهات معقولة نظرًا لإمكانية إثبات العلاقة السببية بين العوامل. يُشار أحيانًا إلى هذه الحالات، التي يجري فيها دمج تخطيط السيناريوهات مع نهج التفكير النظمي بهدف تطوير السيناريوهات، باسم «السيناريوهات الديناميكية».
يجادل العديد من منتقدي استخدام المنهجية الذاتية والتجريبية في التعامل مع حالات الشك والتعقيد بأن هذه التقنية غير مدروسة بدقة، ولم تُثبت كفاية بالأدلة العلمية. يحذرون كذلك من استخدام مثل هذه الأساليب «للتنبؤ» اعتمادًا على ما يمكن وصفه بالمواضيع التعسفية و«تقنيات التنبؤ».
يتمثل التحدي وقوة وضع السيناريو في أن «المتنبئين هم جزء من السياق الاجتماعي الذي يسعون إلى التنبؤ به وقد يؤثرون على هذا السياق في خضم هذه العملية». نتيجة لذلك، قد تصبح التنبؤات المجتمعية مدمرة ذاتيًا. مثلًا، قد يؤدي السيناريو الذي يتنبأ بإصابة نسبة كبيرة من السكان بفيروس نقص المناعة البشرية وفقًا للمعطيات والتوجهات الحالية إلى المساهمة في تجنب المزيد من الناس السلوكيات المحفوفة بالمخاطر وبالتالي تقليل معدل الإصابة بفيروس نقص المناعة البشرية، ما يسفر عن إبطال التوقعات (والتي قد تبقى صحيحة لو لم يُعلن عنها.) أو قد يؤدي التنبؤ بأن يصبح الأمن السيبراني مشكلة رئيسية إلى تنفيذ المنظمات المزيد من تدابير الأمن السيبراني، وبالتالي الحد من المشكلة.

## المبدأ

### صياغة السيناريوهات
تُعرف توليفات وأساسيات تغييرات الحقائق والتغيرات الاجتماعية ذات الصلة بـ«السيناريوهات». غالبًا ما تحتوي السيناريوهات على مواقف ومشاكل معقولة، ولكنها مهمة على نحو غير متوقع، وموجودة في طورها الناشئ في الوقت الحاضر. جميع السناريوهات غير محتملة الحدوث. مع ذلك، ينتقي محللو دراسات العقود المستقبلية ميزات السيناريو بطريقة تجعله ممكنًا وغير مريح. يساعد تخطيط السيناريوهات صانعي السياسات والشركات على توقع التغيير وإعداد الحلول ووضع استراتيجيات أكثر قوة.
يساعد تخطيط السيناريوهات الشركة على التنبؤ بتأثير الاحتمالات المختلفة وتحديد نقاط الضعف. فعند التنبؤ بما قد يحدث لاحقًا، يمكن تجنب نقاط الضعف أو الحد من آثارها بفعالية أكبر مما سيكون الحال عليه عند مواجهة مشاكل مماثلة طارئة في الحياة الواقعية. مثلًا، قد تكتشف الشركة أنها بحاجة إلى تغيير الشروط التعاقدية لحماية نفسها من مخاطر جديدة، أو جمع احتياطيات نقدية لشراء التقنيات أو المعدات المتوقعة. تساهم خطط استمرارية العمل المرنة بالإضافة إلى «بروتوكولات التفكير النظمي» في التعامل مع مشاكل تشغيلية مماثلة وتقديم قيمة مستقبلية ملموسة.

### سيناريوهات ألعاب الربح والخسارة
تضع منظمات الاستخبارات العسكرية الاستراتيجية سيناريوهات. تتماثل هنا الأساليب والمنظمات، باستثناء أن تخطيط السيناريوهات يجري تطبيقه على فئة أشمل من المشاكل والتي تتجاوز نطاق المشاكل العسكرية والسياسية.
كما هو الحال في الاستخبارات العسكرية، يتمثل التحدي الرئيسي لتخطيط السيناريوهات بمعرفة الاحتياجات الحقيقية لصانعي السياسات، وذلك عندما لا يعرف صانعو السياسات ما يحتاجونه، أو قد لا يتمكنون من وصف المعلومات التي يريدونها.
يصمم المحللون الجيدون مناورات يتمتع فيها صانعو السياسات بمرونة كبيرة وحرية تكييف منظماتهم الخاضعة للمحاكاة. يجري بعدها «التشديد» على هذه المنظمات من خلال السيناريوهات أثناء تنفيذ اللعبة. عادة ما تكتسب مجموعة معينة من الحقائق أهمية أكبر. تمكّن هذه الأفكار منظمات الاستخبارات من تحسين المعلومات الحقيقية وإعادة تجميعها على نحو أكثر دقة لتحقيق خدمة أفضل لاحتياجات الحياة الواقعية لصانعي السياسات. غالبًا ما يفوق وقت محاكاة الألعاب الوقت الفعلي، ولذلك يختبر واضعو السياسات عدة سنوات من القرارات السياسية، وتأثيراتها المحاكاة، في أقل من يوم واحد.
تتجلى هنا الفائدة الرئيسية من تخطيط السيناريو، وهي السماح لصانعي السياسات بارتكاب الأخطاء والتعلم منها دون المخاطرة بالتعرض للفشل في الحياة المهنية الواقعية. علاوة على ذلك، يسمح تخطيط السيناريوهات واضعي السياسات بارتكاب هذه الأخطاء في بيئة آمنة وغير محفوفة بالمخاطر وأشبه باللعبة، مع وضع الحلول لمجموعة متنوعة من المواقف التي قد يجري التعرض لها بشكل ملموس بناءً على الحقائق. تُعتبر هذه فرصة «للتدرب على المستقبل»، والتي قد لا تتكرر في حال حدوثها في الحياة العملية اليومية حيث كل اتخاذ كل تدبير وقرار أمر محسوب.

## الخلفية وطرق التطبيق
في هذه الأعوام الأخيرة وجدت تقنية السيناريو ، ذات الجذور العسكرية في الأصل ، تطبيقات متعددة في القضايا الاقتصادية والاجتماعية. ومجالات التطبيق المفضلة هي:

- إعداد القرارات في السياسة والأعمال (على سبيل المثال فيما يتعلق بـ: تطوير التكنولوجيا ونماذج الأعمال وتطورات السوق والصناعة)،
- التوجه فيما يتعلق بالتطورات المستقبلية،
- تطوير الاستراتيجية ومراجعتها،
- الاعتراف المبكر بفرص التغيير من خلال زيادة الوعي بالمستقبل.

### مجالات التطبيق الأخرى
- إدارة الأزمات
- إدارة استمرارية العمل
- ادارة مشروع
- إدارة المخاطر[9]
- تقييم (شرح الهدف)
- التطوير المؤسسي
- تخطيط شؤون الموظفين

### أمثلة
- السيناريوهات الاقتصادية جنبًا إلى جنب مع طريقة ديناميات النظام: دينيس ميدوز دراسة لـ نادي روما: حدود النمو
- التخطيط الاستراتيجي للشركة: في Shell ، اُسْتُخْدِمَت تقنية بنجاح في السبعينيات للتعامل مع أزمة أسعار النفط.
- وضعت اللجنة الدولية لتغير المناخ (IPCC) سيناريوهات لما سيبدو عليه العالم في المستقبل وما الآثار التي قد تحدثها تغير المناخ.

## مسار السيناريو أو قٌمع السيناريو
غالبًا ما تُقَدَّم السيناريوهات في شكل قٌمع سيناريو. نقطة البداية في الاعتبار هي سيناريو الاتجاه ، والذي يمتد على المحور الزمني. يمثل سيناريو الاتجاه هذا التطور المستقبلي بافتراض تطورات بيئية مستقرة . ومع ذلك ، نظرًا لأنه يجب افتراض الظروف البيئية غير المستقرة بشكل عام، تُؤْخَذُ فرص التنمية الإيجابية والسلبية في الاعتبار.
بسبب مسافة الزمن المتزايدة من الحاضر والانحرافات المحتملة المرتبطة بها عن سيناريو الاتجاه، يزداد النطاق بمرور الوقت. يمثل السيناريو المتطرف الذي يُظهر أفضل تطور ممكن ("أفضل حالة") الطرف العلوي من مسار التحويل ، في حين أن ما يسمى "أسوأ حالة" ، أي أسوأ تطور ممكن ، فهذا يتمثل في الطرف الأسفل من مسار التحويل (انظر الشكل).

## اقرأ أيضا
- الحالة الأسوأ